# Can Portell (Sant Gregori)
Can Portell és una obra de Sant Gregori (Gironès) protegida com a Bé Cultural d'Interès Local.

## Descripció
Masia de planta rectangular desenvolupada en planta baixa i pis. La coberta és de teula àrab a quatre vessants. Les parets portants són de maçoneria arrebossada a les façanes deixant a la vista els carreus de les cantonades i les obertures.
En una façana lateral hi té adossat un cobert-paller.